# Lemé
 Lemé ist eine französische Gemeinde mit 412 Einwohnern (Stand 1. Januar 2022) im Département Aisne in der Region Hauts-de-France; sie gehört zum Arrondissement Vervins und zum Kanton Marle.

## Lage
Die Gemeinde Lemé liegt im Westen der Landschaft Thiérache, 35 Kilometer östlich von Saint-Quentin. Nachbargemeinden von Lemé sind Le Sourd im Norden, La Vallée-au-Blé im Nordosten, Voulpaix im Osten, Saint-Pierre-lès-Franqueville und Franqueville im Südosten, Marfontaine im Süden, Chevennes im Südwesten, Sains-Richaumont im Westen sowie Colonfay im Nordwesten.

## Bevölkerungsentwicklung
| Jahr                       | 1962 | 1968 | 1975 | 1982 | 1990 | 1999 | 2011 | 2022 |
| -------------------------- | ---- | ---- | ---- | ---- | ---- | ---- | ---- | ---- |
| Einwohner                  | 590  | 629  | 444  | 436  | 478  | 474  | 445  | 412  |
| Quellen: Cassini und INSEE |      |      |      |      |      |      |      |      |

## Sehenswürdigkeiten
- Kirche Notre-Dame-de-l’Assomption
- Temple-musée du Protestantisme dans le Nord de la France en Thiérache
- Nationaler Soldatenfriedhof „Le Sourd“
- gemeinsamer deutsch-französischer Soldatenfriedhof, Monument historique

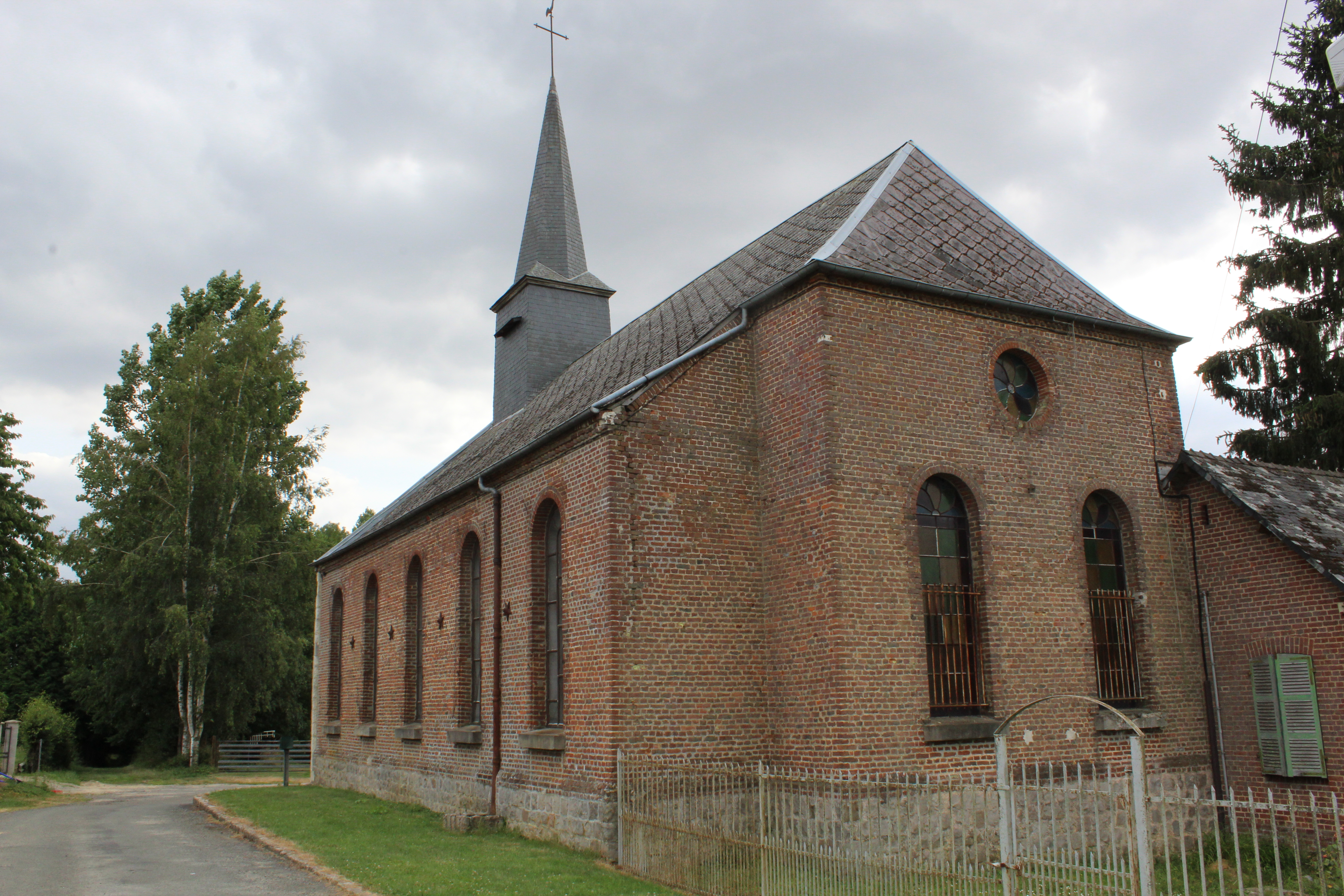
Protestantische Kirche
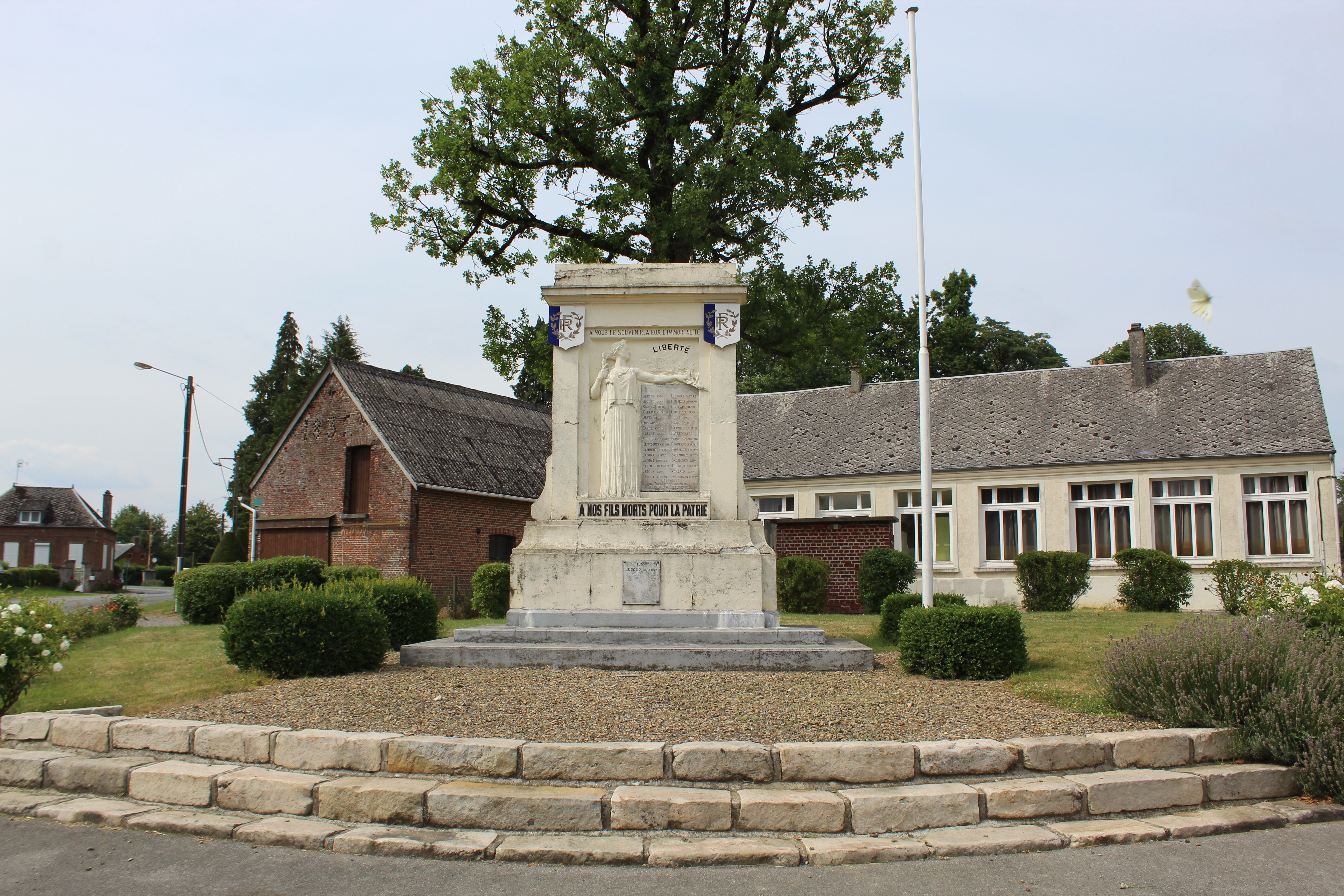
Gefallenendenkmal
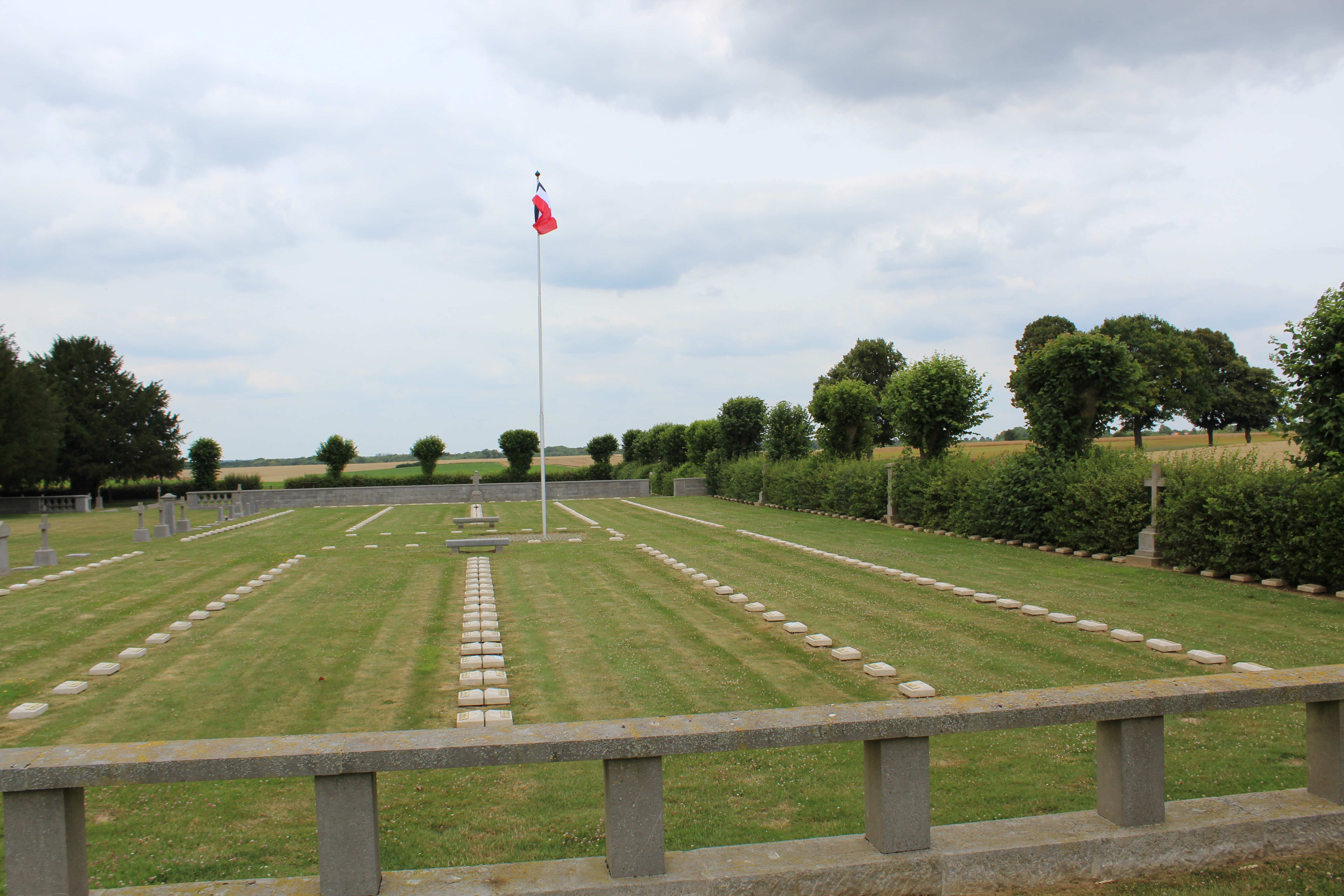
Französischer Soldatenfriedhof
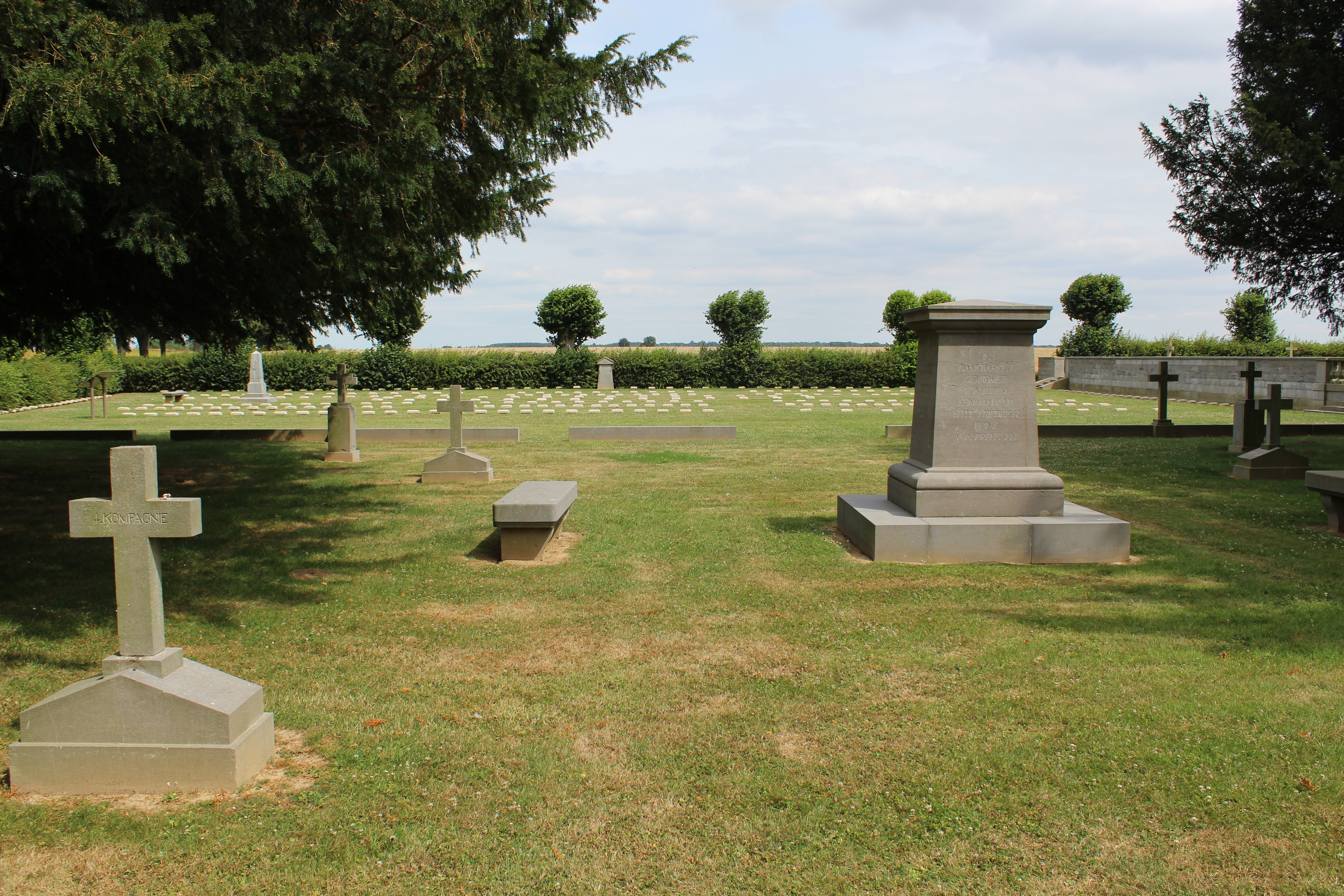
Deutsch-Französischer Soldatenfriedhof

## Persönlichkeiten
- Timothée Colani (1824–1888), protestantischer Theologe, Prediger und Schriftsteller
- Jules Emile Saintin (* 1829 in Lemé), Maler, Mitglied der Ehrenlegion 1877

## Sonstiges
- Die hessische Gemeinde Friedrichsdorf wurde 1686 von hugenottischen Flüchtlingen gegründet; einige der Flüchtlingsfamilien kamen aus „Bohin en Picardie“, dem Ortsteil Bohain von Lemé.